# 大精彩
《大精彩》是1980年代中華電視台（華視）競賽益智遊戲節目，製作單位是大世紀傳播與春穗傳播，主持人是張小燕，播出期間為1982年7月19日至1985年12月16日晚上9時30分至11時，共177集，每集90分鐘。宣傳口號：「《大精彩》，彩金大；有本事，你來拿！」

## 概要
《大精彩》透過趣味問答方式，請專家學者解答俚語典故、法律常識、及一般被忽略來源之口頭禪，提供觀眾正確的知識，以達到寓教於樂之目的。第一集請來華視益智節目《智商180》主持人張海虹擔任助理主持人，說明各遊戲之規則。一百集特別節目請來華視兒童節目《小朋友》第二代主持人張玉玲擔任助理主持人。
綜藝節目製作人黃連青因製作《大精彩》而受華視節目部青睞。王鈞退伍後，進入大世紀傳播，首先在《大精彩》擔任企劃與編導，實際參與《大精彩》的外景導演、剪接、配音，原因是大世紀傳播要省錢。
1984年6月11日21點30分，《大精彩》播出一百集特別節目。
2021年4月，《大精彩》華視官方精華版上傳至YouTube「華視懷舊頻道」，保留華視首播時手寫字幕。

## 節目遊戲
《大精彩》的部分搶答遊戲採計分制度，1分代表200元（新臺幣，下同）或500元獎金。該輪遊戲累計最多分者，即可獲得「猜大小拿獎金」的資格。若參賽者的分數是0分仍答錯，則不倒扣分數與獎金。
以下就華視懷舊頻道版本的內容為主。
五子棋
參賽者為兩兩一組共兩組進行五子棋遊戲，以按鈴搶答的方式進行「下棋」的動作。參賽者只要能夠搶答成功，即可獲得「下棋」的機會，並且能夠在回合次數內達五子連線，即為該場遊戲的優勝者。且每答對一題題目的同時，也可獲得一分，並獲得200元獎金；但答錯則倒扣一分，並扣除200元獎金，也失去「下棋」的機會。不過假如有一組答錯，另一組參賽者無下棋的動作。如果超過該環節的總時間限制，仍未有五子連線的動作，則以哪一邊下棋最多者獲勝。
捕風捉影
參賽者為兩兩一組共三組進行看影片猜題的遊戲，以按鈴搶答的方式進行答題。所有參賽者要先透過電視機看完一段影片，看完後主持人發問問題供參賽者搶答。答對一題得一分，並獲得200元獎金；答錯則倒扣一分，並扣除200元獎金。如果參賽者於一題內均無搶答與作答的動作，則都不扣分。
星際大戰
參賽者為兩兩一組共三組，進行「比一比」的遊戲。環節名稱的「星際」表示明星之間的較量，非宇宙或外太空的意思。主持人出題目，由指定藝人進行「比一比」。可能是比大，或是比小；可能是比多，也可能是比少。例如三位女藝人擦口紅後，在各自取得的一張紙上留下唇印，唇印範圍最大者即可替該組贏得500元獎金。
手忙腳亂
參賽者以個人為單位，進行軟墊賽跑取獎品的遊戲，類似《好彩頭》的〈雞手鴨腳〉。在時限六十秒內，主持人先發問一個問題，或者是下一個指令。參賽者達成主持人的條件，則可在軟墊上跑一次，到獎品區取一塊牌子。時間限制內，參賽者取得的獎金或獎品均屬該名參賽者所有。小獎品為麵筋罐頭，大獎品為望遠鏡或獎金五千元。
想入非非
由特別來賓擔任表演者，對著現場觀眾進行比手畫腳的遊戲。在特別來賓表演之際，只能以肢體語言表示，不能發出包括說話的聲音，讓現場觀眾猜到底題目是什麼。如果觀眾答對，即可獲得主持人宣布的獎品。
一言難盡
不同凡響
猜卡遊戲
參賽者先選擇除7以外的1至13號牌（共十二張）當中的任五張牌作為猜大小的依據，當然參賽者是不知道自己所選的五張牌。選擇完畢後，開始猜牌。猜牌之際，其中一名參賽者會與心跳測試儀連線，藉此可以了解參賽者的緊張程度。如果參賽者能夠猜對比7大或小，則可獲得該階段的獎金；猜錯則無任何獎金。翻牌的同時，會搭配貝多芬《第五號交響曲》的前奏為音效，以增添電視觀眾觀看的緊張氣氛。
參賽者必須先猜完第一個數字後，可以在第二到第五之間的數字決定是否繼續。如不繼續，則可保證得到搖錢樹上對應階段的獎金；如要繼續則必須猜，並得知結果為猜對或猜錯。
搖錢樹的獎金結構如下：
- 第一階段：200元整
- 第二階段：800元整
- 第三階段：3,200元整
- 第四階段：12,800元整
- 第五階段：50,000元整

## 註解、參考資料
1. ↑  〈春穗與雷電華大合作〉 （页面存档备份，存于），《動腦雜誌》第87期（1984年9月號）第26頁。
2. 1 2  中華民國電視學會電視年鑑編纂委員會 編纂，《中華民國電視年鑑第四輯：民國七十三年至七十四年》，中華民國電視學會1986年6月30日出版，第81至82頁（播出期間依此定年）。
3. ↑  童一寧、黃淑芳. . 中央通訊社. 2014-10-15  [2014-10-25]. （原始内容存档于2014-10-24） （中文（臺灣））.
4. ↑  夢非. . 《電視周刊》第1117期 (台視文化公司). 1984-03-04: 118－119 （中文（臺灣））. 張玉玲當初從《小朋友》節目助理升格當主持人，是原主持人張小燕的大力推薦。張小燕獨具慧眼，認為以張玉玲多年的童星生涯，及助理主特兒童節目的經驗，獨當一面主持《小朋友》節目，一定可以勝任愉快。 参数|magazine=与模板{{cite news}}不匹配（建议改用{{cite magazine}}或|newspaper=） (帮助);
5. ↑  劉育良，〈大成報82年度電視風雲製作〉，《大成報》1994年2月6日。
6. ↑  劉英欽 著，《臺灣電視風雲錄》，黎明文化事業公司1999年4月出版，ISBN 957-16-0550-6，第185頁。
7. ↑  杜衍苓，〈「大精彩」：滿一百望兩百〉，《台灣新生報》1984年6月11日。